# San Mauro Castelverde
San Mauro Castelverde ist eine Stadt der Metropolitanstadt Palermo in der Region Sizilien in Italien mit 1315 Einwohnern (Stand 31. Dezember 2023).

## Lage und Daten
San Mauro Castelverde liegt 110 km östlich von Palermo. Die Einwohner arbeiten hauptsächlich in der Landwirtschaft und in der Viehzucht.
Die Nachbargemeinden sind Castel di Lucio (ME), Castelbuono, Geraci Siculo, Pettineo (ME), Pollina und Tusa (ME).

## Geschichte
Der Gründungsjahr des Ortes ist unbekannt.

## Sehenswürdigkeiten
- Kastell aus byzantinischer Zeit
- Kirche San Mauro aus dem Jahr 1050
- Kirche Santa Maria dei Franchi, heute die Kirche Annunziata
- Rathaus mit einem Museum
- Kirche Santa Maria dei Franchi
- Pfarrkirche, dem heiligen Georg geweiht

## Partnergemeinde
Mit der Kleinstadt Rush in Irland (County Fingal, Leinster) besteht eine Partnerschaft.